# Озёрная (Курганская область)
Озёрная — деревня в Сафакулевском районе Курганской области. Входит в состав Камышинского сельсовета.

## История
В 1966 году Указом Президиума ВС РСФСР деревня отделения № 2 Сафакулевского совхоза переименована в Озерная.

## Население
| 1989 | 2002 | 2010 |
| ---- | ---- | ---- |
| 271  | ↘235 | ↘139 |

Национальный состав
Согласно результатам Всероссийской переписи населения 2002 года, в национальной структуре населения  башкиры составляли 72 %.